# Partizanski dnevnik
Partizanski dnevnik je bil glasilo Narodnoosvobodilne vojske in partizanskih odredov Slovenije.
Partizanski dnevnik, ki je bil edini doslej znani tiskani dnevnik protifašističnega partizanskega odpora v okupirani Evropi, je začel izhajati 26. novembra 1943 v vasi Zakriž nad Cerknim, razmnožen na ciklostil, kot glasilo Triglavske, pozneje 31. divizije. Urejali so ga člani divizijskega propagandnega oddelka France Vreg, Edvard Kokolj in Marjan Tepina. Razmnoževali so ga v ciklostilni tehniki v 400 izvodih. Ko je po dveh mesecih izšla 42. številka, je postal glasilo 9. korpusa in 1. junija 1944 glasilo pokrajinskih odborov Osvobodilne fronte za Primorsko in Gorenjsko. Od 5. do 17. septembra 1944 se je partizanski dnevnik tiskal v tiskarni »Doberdob« v Govcu pri Gorenji Trebuši. Od 18. septembra 1944 do 1. maja 1945 so list tiskali v okoli 5000 izvodih v tiskarni Slovenija. Od tam so ga kurirji vsako noč raznašali do Karavank, Istre in Trsta. Glavni in odgovorni uredniki so bili med drugimi tudi Lev Modic, France Bevk in Lado Pohar. Pod vodstvom zadnjega je bil še med boji za osvoboditev Trsta prenesen v tiskarno italijanskega dnevnika Il Piccolo, kjer sta izšli sta še 2 redni in 1 izredna številka v nakladi 20.0000 izvodov. Zadnja številka je izšla 7. maja, 15. maja 1945 pa se je preimenoval in od takrat izhaja kot Primorski dnevnik.
Skupno je izšlo v 234 v ciklostiranih in 203 tiskanih številk v nakladah od 400 do 7160 izvodov, 3 posebne izdaje in 6 prazničnih številk. Imel je redne uvodnike in stalne rubrike. Grafično podobo so bogatili lesorezi Jožeta Bergmana in Rada Cenčiča. Partizanski dnevnik je povezoval osvobodilna prizadevanja partizanske vojske in narodnoosvobodilno gibanje ljudstva ter bil zaradi 2 desetletij fašističnega zatiranja slovenske besede odmeven zlasti na Primorskem.